# Derek Yu
Derek Yu, né en 1982 est un développeur de jeux vidéo indépendants.
Il aime les jeux vidéo depuis son plus jeune âge. À l'âge de huit ans, il commence à imaginer des jeux sur papier avec son ami Jon Perry. En 1996, Ils fondent ensemble Blackeyes Software, label sous lequel ils publieront plusieurs jeux gratuits. L'un d'eux, Diabolika, sera commercialisé sur iPhone en 2009.
Leur collaboration culminera avec la sortie d'Eternal Daughter.
Il participe à la création de I'm O.K – A Murder Simulator (en) .
Il est le cofondateur de Bit Blot (en), avec Alec Holowka. Ensemble, Derek Yu assurant la tâche de game designer et graphiste, ils sont connus pour avoir créé Aquaria, qui a reçu le Grand prix Seumas-McNally à la 9e édition de l'Independent Games Festival de 2007.
Grâce aux retombées financières d'Aquaria, Yu peut se lancer dans son premier projet solo, Spelunky, un jeu hybride entre le jeu de plate-forme et le rogue-like. Il sera disponible gratuitement en 2008 et aura un certain succès. 

Il n'avait à l'origine pas l'intention de l'exploiter commercialement, mais il y fut encouragé par Jonathan Blow, le concepteur de Braid, qui l'aida à prendre contact avec Microsoft.

Il fit alors équipe avec le programmeur Andy Hull pour améliorer le jeu et le rendre disponible sur Xbox Live Arcade, le service de téléchargement de la Xbox. Ce fut finalement fait le 4 juillet 2012; Le jeu fut ensuite porté sur PS3, PS4, PSVita et Windows
Derek Yu est aussi le rédacteur en chef de TIGSource, un site couvrant l'actualité des jeux vidéo indépendants.

## Ludographie

### Jeux flash

#### Eternal Daughter
Eternal Daughter est un jeu vidéo amateur gratuit et fourni en libre téléchargement. Il a été créé sur une période de deux ans par Derek Yu et Jon Perry en 2002.
Il s'agit d'un jeu de plates-formes à deux dimensions.Le joueur doit traverser une série de niveaux, certains d'entre eux étant optionnels.
Il est particulièrement difficile.
Le joueur y incarne Mia, une jeune fille qui est esclave de naissance par la race des Dungaga. Elle part à l'aventure pour vaincre leur chef et découvrir son identité.
Le jeu inclut de nombreuses références à des anciens classiques du jeu vidéo.
La bande-son du jeu a été composée par le suédois David Saulesco, qui est alors un étudiant de seize ans.
Elle a pour objectif principal de soutenir la narration, proposant une bonne diversité de titres pour accompagner les différentes ambiances. Certaines musiques sont douces et font échos aux malheurs et à la tristesse de la courageuse petite fille qui est incarnée par le joueur, comme Mia's Lament, Departure et A Distant Rose,. Cependant, la plupart des musiques sont plutôt lourdes et utilisent énormément la guitare.
En général, la bande son fait penser à celle de Secret of Mana, de par ses affluences moyenne-orientales et ses sonorités évoquant la nature et la spiritualité.
Le thème principal du jeu est inspiré de la 4e invention en ré mineur de Bach. On retrouve ses premières notes dans plusieurs morceaux, notamment dans les crédits de fin et dans certaines musiques de bataille. En particulier, The Power of One reprend plusieurs fois ses premières notes de la 4e invention sous un tempo plus rapide, tout en faisant référence aux musiques de boss de Nobuo Uematsu, le compositeur de la série Final Fantasy.
Ce n'est d'ailleurs pas le seul morceau à faire référence à cette série. Ainsi, Trench-Coat reprend des morceaux de Under the Rotting Pizza de Final Fantasy VII et de Aria de Final Fantasy VI.
Le morceau Ever Deeper est quant à lui -selon l'auteur- un réarrangement d'une musique issue de la bande-son de Hans Zimmer pour le film Gladiator.
La bande-son - réarrangée - est rendue disponible gratuitement pour le dixième anniversaire du jeu sur le magasin Bandcamp de son auteur.

#### I'm OK - A Murder Simulator
I'm O.K – A Murder Simulator (en)

### Jeux commerciaux
- Aquaria
- Spelunky
- Spelunky 2
- UFO 50 : compilation de 50 jeux supposément sortis entre 1982 et 1989 et développés par l'entreprise fictive UFO Soft.